# Tolman-Oppenheimer-Volkoff-Gleichung
Die Tolman-Oppenheimer-Volkoff-Gleichung ist eine Gleichung aus der Astrophysik, die die Druckverhältnisse in einem Stern beschreibt. Genauer handelt es sich um eine Differentialgleichung für den Druck in Abhängigkeit von der Entfernung zum Zentrum. Die Gleichung ist nach Richard C. Tolman, Robert Oppenheimer und George Michael Volkoff benannt.

## Formulierung
In einem sphärisch-symmetrischen Stern im Gleichgewichtszustand hängen der Druck {\displaystyle P} und die  Dichte {\displaystyle \rho } nur vom Radius {\displaystyle r}, das heißt vom Abstand zum Sternmittelpunkt ab und nicht von der Raumrichtung. Es handelt sich also um Funktionen {\displaystyle P(r)} und {\displaystyle \rho (r)}. Ist
{\displaystyle M(r):=4\pi \int _{0}^{r}r'^{2}\rho (r')\,\mathrm {d} r'}
die Masse der Sternkugel bis zum Radius {\displaystyle r}, so gilt in der klassischen newtonschen Physik
{\displaystyle {\frac {\mathrm {d} P}{\mathrm {d} r}}=-{\frac {GM(r)}{r^{2}}}\rho (r),\quad \quad 0\leq r\leq R,}
wobei {\displaystyle G} die Gravitationskonstante und {\displaystyle R} der Sternradius ist. 
Für {\displaystyle r>R}, das heißt außerhalb des Sterns, verschwinden Druck und Dichte. 
Bei der Untersuchung des Sterngleichgewichts in der allgemeinen Relativitätstheorie setzt man die innere Schwarzschild-Metrik an und erhält die sogenannte Tolman-Oppenheimer-Volkoff-Gleichung:
{\displaystyle {\frac {\mathrm {d} P}{\mathrm {d} r}}=-{\frac {GM\rho }{r^{2}}}\left(1+{\frac {P}{\rho c^{2}}}\right)\left(1+{\frac {4\pi r^{3}P}{Mc^{2}}}\right)\left(1-{\frac {2GM}{c^{2}r}}\right)^{-1}},
wobei {\displaystyle c} die Vakuumlichtgeschwindigkeit ist.
Dies ist eine Differentialgleichung zur Bestimmung des Drucks {\displaystyle P} eines Sterns im hydrostatischen Gleichgewicht. Dabei sind {\displaystyle P}, {\displaystyle \rho } und {\displaystyle M} Funktionen von {\displaystyle r}. Randbedingung ist {\displaystyle P(R)=0}, das heißt ab dem Sternenrand ist der Druck gleich {\displaystyle 0}.
Man sieht sofort, dass man für kleine Drücke und Dichten, bzw. für {\displaystyle c\to \infty }, das heißt für Situationen, in denen man die Lichtgeschwindigkeit in guter Näherung als unendlich groß ansehen kann, die klassische Gleichung erhält.

## Bedeutung
Bei der Bestimmung der Tolman-Oppenheimer-Volkoff-Grenze, einer Grenzmasse für einen Neutronenstern, steuert obige Differentialgleichung die nötigen relativistischen Korrekturen bei.
Da der Dichteverlauf ebenfalls unbekannt ist, benötigt man für Anwendungen der Differentialgleichung einen Zusammenhang zwischen {\displaystyle P} und {\displaystyle \rho }, eine sogenannte Zustandsgleichung.
Das kann eine sogenannte polytrope Zustandsgleichung {\displaystyle P=K\rho ^{\gamma }} mit einer Konstanten {\displaystyle K} und einem festen Exponenten {\displaystyle \gamma } sein, oder man nimmt vereinfachend an, dass {\displaystyle \rho } bis zum Sternrand konstant ist, was im Folgenden behandelt wird.
Betrachtet man einen Stern mit homogener Massendichte {\displaystyle \rho (r)=\rho _{0}} für {\displaystyle 0\leq r\leq R}, so kann man die Tolman-Oppenheimer-Volkoff-Gleichung lösen. Mit dem Schwarzschildradius {\displaystyle \textstyle r_{S}:={\frac {2GM(R)}{c^{2}}}} erhält man
{\displaystyle P(r)=\rho _{0}c^{2}\cdot {\frac {{\sqrt {1-{\frac {r_{S}r^{2}}{R^{3}}}}}-{\sqrt {1-{\frac {r_{S}}{R}}}}}{3\cdot {\sqrt {1-{\frac {r_{S}}{R}}}}-{\sqrt {1-{\frac {r_{S}r^{2}}{R^{3}}}}}}},\quad \quad 0\leq r\leq R}.
Für den Zentraldruck ergibt sich daraus
{\displaystyle P(0)=\rho _{0}c^{2}\cdot {\frac {1-{\sqrt {1-{\frac {r_{S}}{R}}}}}{3\cdot {\sqrt {1-{\frac {r_{S}}{R}}}}-1}},\quad \quad 0\leq r\leq R}.
Damit das Gleichgewicht stabil ist, muss der Zentraldruck positiv und endlich sein, das heißt der Nenner obigen Ausdrucks muss positiv sein und das bedeutet {\displaystyle \textstyle R>{\frac {9}{8}}r_{S}}. 
Man erhält also eine Stabilitätsbedingung, die man als untere Grenze für den Radius bei gegebener Masse oder als obere Grenze für die Masse bei gegebenem Radius eines Sterns ansehen kann.